# Morristown (New Jersey)
Morristown is een plaats (town) in de Amerikaanse staat New Jersey, en valt bestuurlijk gezien onder Morris County.

## Demografie
Bij de volkstelling in 2000 werd het aantal inwoners vastgesteld op 18.544.
In 2006 is het aantal inwoners door het United States Census Bureau geschat op 18.922, een stijging van 378 (2.0%). In 2018 werd het inwonersaantal geschat op 19.145.

## Geografie
Volgens het United States Census Bureau beslaat de plaats een oppervlakte van
7,8 km², waarvan 7,6 km² land en 0,2 km² water. Morristown ligt op ongeveer 110 m boven zeeniveau.

## Plaatsen in de nabije omgeving
De onderstaande figuur toont nabijgelegen plaatsen in een straal van 12 km rond Morristown.

## Geboren in Morristown
- Anna Harrison (1775-1864), echtgenote van Amerikaans president William Henry Harrison en first lady
- Alfred Vail (1807-1859), uitvinder en ingenieur
- Justine Ward (1879-1975), muziekpedagoge
- Roger Wolfe Kahn (1907-1962), jazzsaxofonist, componist en orkestleider
- Paul Moore (1919-2003), predikant voor de episcopaalse kerk
- Linda Hunt (1945), actrice
- Joe Dante (1946), filmregisseur
- Steve Forbes (1947), uitgever
- Fran Lebowitz (1950), schrijfster
- Garrett Reisman (1968), astronaut
- Peter Dinklage (1969), acteur
- Kristina Apgar (1985), actrice
- Tobin Heath (1988), voetbalster
- Scott Blumstein (1992), professioneel pokerspeler
- Nic Fink (1993), zwemmer
- Danika Yarosh (1998), actrice
- Jack Alexy (2003), zwemmer